# Hans Zimmer
Hans Florian Zimmer (ur. 12 września 1957 we Frankfurcie nad Menem) – niemiecki kompozytor muzyki filmowej pochodzenia żydowskiego, zdobywca dwóch Oscarów za ścieżki dźwiękowe do filmów Król lew (1995) oraz Diuna (2022) i trzech Nagród Grammy za muzykę do filmów Karmazynowy przypływ (1996), Mroczny Rycerz (2009) i Diuna: Część druga (2024).
Przez blisko trzydzieści lat napisał muzykę do ponad 120 filmów.

## Życiorys
Pochodzi z rodziny o korzeniach żydowskich. Samodzielnie nauczył się gry na fortepianie po tym, jak jego prywatny nauczyciel miał zrezygnować po dwóch tygodniach prowadzenia lekcji.
Po ukończeniu nauki na uniwersytecie w Londynie poznał Trevora Horna i Geoffa Downesa, z którymi założył zespół Buggles, tworzący muzykę pop. Z zespołem wylansował przebój „Video Killed the Radio Star”.
W świat muzyki filmowej Zimmer wszedł podczas współpracy ze znanym kompozytorem Stanleyem Myersem. Pierwszą ścieżkę dźwiękową napisał do filmu Fucha (Moonlighting) (1982) Jerzego Skolimowskiego. Jego kompozycje łączyły orkiestrę symfoniczną z elektronicznymi syntezatorami i dźwiękami generowanymi komputerowo, co później stało się cechą rozpoznawczą kompozytora.
Właściwa kariera Zimmera rozpoczęła się w 1988 roku, gdy za ścieżkę dźwiękową do dramatu Rain Man (1988) otrzymał pierwszą nominację do Oscara. W połowie lat 90. zdobył Nagrodę Akademii za muzykę do animowanego filmu Disneya Król lew (1994). Od tego czasu otrzymywał coraz więcej propozycji napisania muzyki do filmów. Jest autorem muzyki do filmów takich jak: Karmazynowy przypływ (1995), Cienka czerwona linia (1998), Gladiator (2000), Ostatni samuraj (2003), Sherlock Holmes (2009), Incepcja (2010) czy Interstellar (2014).
Pod koniec lat 90. XX w. założył, wspólnie z Jayem Rifkinem, Media Ventures, pierwszą w Hollywood oficjalnie zarejestrowaną organizację, która łączyła kompozytorów muzyki filmowej. Członkowie grupy tworzyli charakterystyczną muzykę łączącą orkiestrę symfoniczną i elektronikę. Do zrzeszenia należeli m.in. Harry Gregson-Williams, John Powell, Lisa Gerrard czy Nick Glennie-Smith. Media Ventures rozpadło się w 2003 roku, ale jego członkowie tworzą obecnie inną organizację o nazwie Remote Control Productions, która jest wierna stylowi wykreowanemu przez MV.
Na 27. Flanders International Film Festival w 2000 roku Hans Zimmer, w swoim pierwszym koncercie, dyrygował 100-osobową orkiestrą i 100-osobowym chórem. Wykonano, wybrane jako najlepsze z imponującego dorobku, utwory z Rain Mana, Króla lwa, Cienkiej czerwonej linii, Gladiatora i Mission Impossible 2 (2000). Koncert ten został zarejestrowany przez wytwórnię Decca i wydany pod tytułem The Wings Of A Film: The Music Of Hans Zimmer. Po tym debiucie wystąpił w 2014 dwukrotnie w sali koncertowej Hammersmith Apollo w Londynie  (na scenie pojawili się również m.in. Johnny Marr i Pharell Williams), a zainspirowany znakomitym przyjęciem ww. występów rozpoczął w 2016 swoją pierwszą w historii trasę koncertową „Hans Zimmer on Tour”, która objęła również polskie miasta tj. Gdańsk, Łódź i Kraków. Oprawę wizualną owego tournée wykonał sam Marc Brickman znany z oświetlenia Empire State Building w Nowym Jorku i wizualizacji koncertów Pink Floyd czy Nine Inch Nails.
8 grudnia 2010 został uhonorowany gwiazdą na Hollywood Walk of Fame.
Po strzelaninie w kinie 20 lipca 2012, która miała miejsce podczas nocnej premiery filmu Mroczny Rycerz powstaje w centrum handlowym „Aurora Town” w miejscowości Aurora, Hans Zimmer, będący kompozytorem muzyki do filmu, napisał utwór zatytułowany jak nazwa tej miejscowości na pamiątkę ofiar tragedii. Przychód ze sprzedaży utworu został przeznaczony na pomoc rodzinom ofiar.
Współpracował z Jeanem-Michelem Jarre’em nad utworem „Electrees” do jego albumu Electronica 2: The Heart of Noise (2016).
W 2017 roku uhonorowano kompozytora poprzez nazwanie jego imieniem jednej z planetoid (495253) Hanszimmer. 4 listopada 2017 roku Międzynarodowa Unia Astronomiczna zatwierdziła i opublikowała nazwę zgłoszoną przez Michała Kusiaka i Michała Żołnowskiego będących odkrywcami obiektu.

## Filmografia
| - 1982 - Fucha (Moonlighting) - 1984 - Eureka - Histoire d'O: Chaptire 2 - Najlepszą zemstą jest sukces (Success Is the Best Revenge) - 1985 - Dzikie konie (Wild Horses) - Latarniowiec (The Lightship) - Z przymrużeniem oka (Insignificance) - 1986 - Separate Vacations - 1987 - Comeback - Terminal Exposure - The Wind - 1988 - Pierwszy w swym rodzaju (First born) - Świat na uboczu (A World Apart) - Burning Secret - Taffin - The Fruit Machine - Spies Inc. - Paperhouse - Rain Man - 1989 - Więzień Rio (Prisoner of Rio) - Wożąc panią Daisy (Driving Miss Daisy) - Czarny deszcz (Black Rain) - Diamond Skulls - 1990 - Zielona karta (Green Card) - Przeklęty los (Fools of Fortune) - Szybki jak błyskawica (Days of Thunder) - Koszmar w południe (Nightmare at Noon) - Pacific Heights - Twister - Ptaszek na uwięzi (Bird on a Wire) - 1991 - Odnaleźć siebie (Regarding Henry) - Thelma i Louise (Thelma and Louise) - Ognisty podmuch (Backdraft) - 1992 - Zabaweczki (Toys) - Ich własna liga (A League of Their Own) - K2 - Zew wolności (The Power of the One) - Marzyciele, czyli potęga wyobraźni (Radio Flyer) - 1993 - Younger and Younger - Dziewczyna z kalendarza (Calendar Girl) - Reggae na lodzie (Cool Runnings) - Dom dusz (The House of the Spirits) - Kryptonim Nina (Point of no Return) - Prawdziwy romans (True Romance) - 1994 - Potyczki z Jeannie (I'll Do Anything) - Król lew (Lion King) - Strefa zrzutu (Drop Zone) - Inteligent w armii (Renaissance Man) - 1995 - Two Deaths - Karmazynowy przypływ (Crimson Tide) - Dziewięć miesięcy (Nine Months) - Ucieczka z Rangunu (Beyond Rangoon) - Miłosna rozgrywka (Something to Talk About) - 1996 - Żona pastora (The Preacher's wife) - Fan (The Fan) - Muppety na Wyspie Skarbów (Muppet Treasure Island) - Tajna broń (Broken Arrow) - Twierdza (The Rock) - 1997 - Lepiej być nie może (As Good As It Gets) - Peacemaker ('The Peacemaker) - 1998 - Książę Egiptu (The Prince of Egypt) - Cienka czerwona linia (The Thin Red Line) - Ostatnie dni (The Last Days) - Król lew II: Czas Simby (The Lion King 2: Simba pride) - 1999 - Stopień ryzyka (Chill Factor) - 2000 - Co za tupet! (An Everlasting Piece) - Gladiator - Droga do El Dorado (The Road to El Dorado) - Mission: Impossible II (Mission: Impossible II) - 2001 - Chłopaki mojego życia (Riding In Cars With Boys) - Hannibal - Niezwyciężony (Invincible) - Helikopter w ogniu (Black Hawk Down) - Pearl Harbor - 2002 - Mustang z Dzikiej Doliny (Spirit: Stallion of the Cimarron) - The Ring - 2003 - Ostatni samuraj (The Last Samurai) - Naciągacze (Matchstick Men) - Lepiej późno niż później (Something’s Gotta Give) - Łzy słońca (Tears of the Sun) - Piraci z Karaibów: Klątwa Czarnej Perły (Pirates of the Caribbean: The Curse of the Black Pearl) - 2004 - Rybki z ferajny (Shark Tale) - Król Artur (King Arthur) - Trudne słówka (Spanglish) - Thunderbirds - Gwiazdka Laury | - 2005 - Batman: Początek (Batman Begins) - Prognoza na życie (The Weather Man) - Madagaskar (Madagascar) - Blood+ (anime) (ブラッドプラス) - 2006 - Holiday (The Holiday) - Kod da Vinci (The Da Vinci Code) - Piraci z Karaibów: Skrzynia umarlaka (Pirates of the Caribbean: Dead Man’s Chest) - 2007 - Piraci z Karaibów: Na krańcu świata (Pirates of the Caribbean: At World’s End) - Simpsonowie: Wersja kinowa (The Simpsons Movie) - 2008 - Babylon A.D. - Granice miłości (The Burinng Plain) - Do Sławy Jeden Krok (Casi divas) - Mroczny Rycerz (The Dark Knight) - Kung Fu Panda - Madagaskar 2 (Madagascar: Escape 2 Africa) - Frost/Nixon - 2009 - Sherlock Holmes - Shadow Divers - To skomplikowane (It's Complicated) - Anioły i demony (Angels & Demons) - Call of Duty: Modern Warfare 2 (gra komputerowa) - 2010 - Pacyfik - Incepcja (Inception) - Megamocny (Megamind) - „Zagadki Wszechświata z Morganem Freemanem” - Jak ukraść księżyc (Despicable Me) - 2011 - Kung Fu Panda 2 - Kubuś i przyjaciele (Winnie the Pooh) - Piraci z Karaibów: Na nieznanych wodach (Pirates of the Caribbean: On Stranger Tides) - Rango - Crysis 2 (gra komputerowa) - Sherlock Holmes: Gra cieni - 2012 - Madagaskar 3 - Mroczny Rycerz powstaje - The Longest Daycare - 2013 - Wyścig (Rush) - Człowiek ze stali (Man of Steel) - Jeździec znikąd (The Lone Ranger) - Ostatnia miłość pana Morgana (Mr. Morgan's Last Love) - Zniewolony (12 Years a Slave) - Zgwałcona Miss Świata (Brave Miss World) - 2014 - Zimowa opowieść (Winter's Tale) - Syn Boży (Son of God) - Niesamowity Spider-Man 2 (The Amazing Spider-Man 2) - Interstellar - 2015 - Chappie - Mały Książę (The Little Prince) - Tytuł do praw (Freeheld) - Złota dama (Woman in Gold) - 2016 - Kung Fu Panda 3 - Batman v Superman: Świt sprawiedliwości (Batman v Superman: Dawn of Justice) - Jej twarz (The Last Face) - Inferno - Ukryte działania (Hidden Figures) - 2017 - Dzieciak rządzi (The Boss Baby) - Dunkierka (Dunkirk) - Blade Runner 2049 - 2018 - Wdowy (Widows) - 2019 - X-Men: Mroczna Phoenix (Dark Phoenix) - Król lew (The Lion King) - 2020 - Odbudować Paradise (Rebuilding Paradise) - SpongeBob Film: Na ratunek (The SpongeBob Movie: Sponge on the Run) - Elegia dla bidoków (Hillbilly Elegy) - Wonder Woman 1984 - 2021 - Rodzinka rządzi (The Boss Baby: Family Business) - Diuna (Dune) - Niepokonany (The Survivor) - Nie czas umierać (No Time to Die) - Armia złodzie (Army of Thieves) - Niewybaczalne (The Unforgivable) - 2022 - Top Gun: Maverick - Syn (The Son) - 2023 - Jesteś tam, Boże? To ja, Margaret (Are You There God? It's Me, Margaret.) - Twórca (The Creator) - 2024 - Diuna: Część druga (Dune: Part Two) - Kung Fu Panda 4 - Blitz - Mufasa: Król lew (Mufasa: The Lion King) - 2025 - Fateh - F1 |

## Nagrody i nominacje
| - 1989: Rain Man (nominacja) - 1995: Król lew (nagroda) - 1997: Żona pastora (nominacja) - 1998: Lepiej być nie może (nominacja) - 1999: Książę Egiptu (nominacja) - 1999: Cienka czerwona linia (nominacja) - 2001: Gladiator (nominacja) - 2010: Sherlock Holmes (nominacja) - 2011: Incepcja (nominacja) - 2015: Interstellar (nominacja) - 2018: Dunkierka (film 2017) (nominacja) - 2022: Diuna (nagroda) - 1995: Król lew (nagroda) - 1999: Książę Egiptu (nominacja) - 2001: Gladiator (nagroda) - 2002: Pearl Harbor (nominacja) - 2003: Mustang z Dzikiej Doliny (nominacja dla najlepszej piosenki) - 2004: Ostatni samuraj (nominacja) - 2005: Trudne słówka (nominacja) - 2007: Kod da Vinci (nominacja) - 2009: Frost/Nixon (nominacja) - 2011: Incepcja (nominacja) - 2014: Zniewolony (nominacja) | - 1991: Wożąc panią Daisy (nominacja) - 1995: Król lew (nominacja) - 1996: Karmazynowy przypływ (nagroda) - 2001: Gladiator (wspólnie z Lisą Gerrard, nominacja) - 2007: Piraci z Karaibów: Skrzynia umarlaka (nominacja) - 2007: Kod da Vinci (nominacja) - 2009: Mroczny Rycerz (nagroda – wspólnie z Jamesem Newtonem Howardem, nominacja) - 2013: Mroczny Rycerz powstaje (nominacja) - 2025: Diuna: Część druga (nagroda) - 1995: Król lew (nominacja) - 2001: Gladiator (wspólnie z Lisą Gerrard, nominacja) - 2009: Mroczny Rycerz (wspólnie z Jamesem Newtonem Howardem, nominacja) - 2011: Incepcja (nominacja) - 2014: Zniewolony (nominacja) |